# Інститут мистецтвознавства, фольклористики та етнології імені Максима Рильського НАН України
Інститу́т мистецтвозна́вства, фольклори́стики та етноло́гії і́мені Максима Тадейовича Ри́льського Національної академії наук Украї́ни — державна наукова установа України, науковці якої досліджують минуле й сучасне української національної культури та основні жанри мистецтва.

## Історія

Відділ етнографії ІМФЕ АН УРСР. 1966 р.

Інститут бере свій початок від низки етнографічних та мистецтвознавчих осередків, що виникли у 20-х роках минулого століття. 1920 року була утворена Етнографічна комісія, якій належала провідна роль у становленні етнографічної та фольклористичної науки. Особливо плідною була діяльність комісії у 1925 — 1930 роках, коли її очолив відомий фольклорист, професор Київського університету А. М. Лобода. Першою державною етнографічною установою у системі АН УРСР був Кабінет антропології і етнології ім. Ф. Вовка (1922 р.), який розпочав антропологічне та етнографічне дослідження всієї території України. У дослідженні музичного фольклору чимало зробив Кабінет музичної етнографії на чолі з професором К. В. Квіткою.
Активну діяльність по розгортанню мистецтвознавчих досліджень вели Кабінет мистецтв, очолюваний академіком Ф. І. Шмідтом та кафедра мистецтвознавства та історії українського мистецтва під керівництвом О. П. Новицького.
Впродовж 20-х років народознавчу тематику досліджували також Комісія краєзнавства (з секцією етнографії), Всеукраїнське етнографічне товариство, установи Історико-філологічного відділу АН УРСР. Наукові осередки 20-х років започаткували періодичні видання — «Етнографічний вісник» (1925 — 1932 рр., кн. 1 — 10), «Матеріали до етнології» (1929 — 1931 рр., т. 1 — 3), видали збірники та окремі праці, які засвідчили поступальний розвиток української народознавчої науки.
У 1936 році було засновано Інститут українського фольклору АН УРСР з відділами оповідного фольклору, музичного фольклору, фондів. Першим директором інституту (1936 — 1937 рр.) був А. К. Хвиля. У 1939 — 1941 роках інститут очолював Ю. М. Соколов. Було утворено (1939 р.) відділ у Львові, керівництво яким здійснював Ф. М. Колесса. Інститут розгорнув збирання та вивчення словесного та музичного фольклору України, організував наради збирачів фольклору, народних співців, кобзарів та оповідачів. Спільно з управлінням у справах мистецтв видавався журнал «Український фольклор» (1936 — 1939), з 1939 р. — «Народна творчість».
Під час евакуації до Уфи (до червня 1942 р.) Інститут діяв у складі Інституту суспільних наук. Опісля було створено Інститут народної творчості і мистецтв АН УРСР, до якого ввійшли науковці (фольклористи, мистецтвознавці) та творчі працівники (композитори, художники, архітектори), об'єднані у відділи фольклору, музики та образотворчого мистецтва. Деякий час Інститут очолював Л. О. Грінченко. У листопаді 1942 р. директором було призначено М. Т. Рильського. Поет-академік беззмінно керував установою понад 20 років (до липня 1964 р.).
У липні 1944 р. після повернення у Київ Інститут народної творчості і мистецтв було перетворено в Інститут мистецтвознавства, фольклору та етнографії АН УРСР з відділами словесного фольклору, музичного фольклору, образотворчого мистецтва, музики і театру, етнографії, фондів. Під керівництвом М. Т. Рильського Інститут провів велику науково-дослідну роботу й став визначним науковим центром у царині вивчення культури й мистецтва українського народу. З 1947 по 1958 р. видавались «Наукові записки» (т. І — IV) з питань мистецтва, фольклору та етнографії; з 1957 р. друкованим органом є журнал «Народна творчість та етнографія».
У липні 1964 р. Інститут одержав ім'я М. Т. Рильського, а у його структурі з'явились відділи музикознавства, театрознавства, кінознавства.
З 1994 року Інститут носить сучасну назву.

## Структура
В інституті працюють відділи образотворчого мистецтва, етномистецтвознавства та культурології, кінознавства, театрознавства, мистецтва та народної творчості зарубіжних країн, фольклористики, етнологічний центр, музикознавства, рукописні фонди (понад 20 тис. одиниць збереження) та наукова бібліотека.
Інститут має позаструктурні відділення у Миколаєві, Хмельницькому, Херсоні та Слов'янську. З 2000 р.
При Інституті працюють науково-координаційні ради
- «Проблеми збереження і дослідження традиційної культури»
- «Національна спадщина і сучасний мистецький процес».

На базі Інституту діє міжнародна наукова організація — Міжнародна Асоціація етнологів.

## Ключові особи
- Ганна Скрипник, директор інституту, доктор історичних наук, академік НАН України, дослідник-етнолог.

В інституті, зокрема, працювали і працюють науковці у галузях:
- мистецтвознавства (М. В. Гончаренко, М. М. Гордійчук, О. Г. Костюк, І. Ф. Ляшенко, О. С. Найден, Л. Є. Новікова, В. В. Рубан, Т. П. Руда, М. Р. Селівачов, О. М. Семашко, В. Р. Слободян, М. І. Слободян, А. К. Терещенко, С. В. Тримбач, О. К. Федорук, О. Б. Шупик)

- фольклористики (І. П. Березовський, О. І. Дей, С. Й. Грица, М. К. Дмитренко, Л. В. Іванникова, Н. С. Шумада)

- етнології (К. Г. Гуслистий, Василь Дяченко, В. Ф. Горленко, Я. П. Прилипко, В. І. Наулко, Є. І. Данилова, О. В. Курочкін, Г. А. Скрипник).

## Пріоритети досліджень
Колектив Інституту працює над розробкою таких пріоритетних наукових напрямків:
- історико-етнографічне вивчення культури та етнічної історії українського народу;
- історія та теорія професійного мистецтва та народної творчості;
- етнокультура та мистецтво зарубіжних країн.

Значна увага приділяється експедиційному фольклорно-етнографічному обстеженню України та створенню комп'ютерної бази даних з етнокультури українців і національних меншин.

## Публікації
Наукові плани Інституту передбачають підготовку:
- багатотомної серії «Українська народна творчість»,
- фундаментальних робіт з історії видів та жанрів професійного мистецтва,
- енциклопедичних видань з мистецтвознавства та народознавства.
  - Історія українського мистецтва (видання)